# Gençac (Alier)
Jenzat és un municipi francès, situat al departament de l'Alier i a la regió d'Alvèrnia-Roine-Alps. L'any 2007 tenia 503 habitants.

## Demografia

### Població
El 2007 la població de fet de Jenzat era de 503 persones. Hi havia 216 famílies de les quals 57 eren unipersonals (24 homes vivint sols i 33 dones vivint soles), 86 parelles sense fills, 65 parelles amb fills i 8 famílies monoparentals amb fills.
La població ha evolucionat segons el següent gràfic:
Habitants censats

### Habitatges
El 2007 hi havia 283 habitatges, 217 eren l'habitatge principal de la família, 40 eren segones residències i 26 estaven desocupats. 278 eren cases i 4 eren apartaments. Dels 217 habitatges principals, 177 estaven ocupats pels seus propietaris, 34 estaven llogats i ocupats pels llogaters i 6 estaven cedits a títol gratuït; 4 tenien una cambra, 6 en tenien dues, 37 en tenien tres, 57 en tenien quatre i 113 en tenien cinc o més. 174 habitatges disposaven pel capbaix d'una plaça de pàrquing. A 102 habitatges hi havia un automòbil i a 98 n'hi havia dos o més.

### Piràmide de població
La piràmide de població per edats i sexe el 2009 era:
| Homes | Edats   | Dones |
| ----- | ------- | ----- |
| 4     | 95 o +  | 0     |
| 4     | 90 a 94 | 0     |
| 0     | 85 a 89 | 8     |
| 0     | 80 a 84 | 8     |
| 8     | 75 a 79 | 12    |
| 20    | 70 a 74 | 16    |
| 12    | 65 a 69 | 28    |
| 16    | 60 a 64 | 16    |
| 4     | 55 a 59 | 8     |
| 12    | 50 a 54 | 8     |
| 24    | 45 a 49 | 8     |
| 12    | 40 a 44 | 12    |
| 12    | 35 a 39 | 24    |
| 24    | 30 a 34 | 8     |
| 8     | 25 a 29 | 12    |
| 0     | 20 a 24 | 8     |
| 4     | 15 a 19 | 16    |
| 16    | 10 a 14 | 16    |
| 4     | 5 a 9   | 24    |
| 8     | 0 a 4   | 12    |

## Economia
El 2007 la població en edat de treballar era de 287 persones, 219 eren actives i 68 eren inactives. De les 219 persones actives 198 estaven ocupades (105 homes i 93 dones) i 21 estaven aturades (7 homes i 14 dones). De les 68 persones inactives 16 estaven jubilades, 21 estaven estudiant i 31 estaven classificades com a «altres inactius».

### Ingressos
El 2009 a Jenzat hi havia 217 unitats fiscals que integraven 511 persones, la mediana anual d'ingressos fiscals per persona era de 16.283 €.

### Activitats econòmiques
Dels 21 establiments que hi havia el 2007, 1 era d'una empresa alimentària, 2 d'empreses de fabricació d'altres productes industrials, 4 d'empreses de construcció, 3 d'empreses de comerç i reparació d'automòbils, 3 d'empreses d'hostatgeria i restauració, 1 d'una empresa financera, 1 d'una empresa immobiliària, 2 d'empreses de serveis, 3 d'entitats de l'administració pública i 1 d'una empresa classificada com a «altres activitats de serveis».
Dels 5 establiments de servei als particulars que hi havia el 2009, 1 era un guixaire pintor, 1 lampisteria, 2 electricistes i 1 restaurant.
Dels 2 establiments comercials que hi havia el 2009, 1 era una botiga de menys de 120 m² i 1 una carnisseria.
L'any 2000 a Jenzat hi havia 21 explotacions agrícoles que ocupaven un total de 1.034 hectàrees.

## Equipaments sanitaris i escolars
El 2009 hi havia una escola elemental integrada dins d'un grup escolar amb les comunes properes formant una escola dispersa.

## Poblacions més properes
El següent diagrama mostra les poblacions més properes.